# San Donà di Piave
San Donà di Piave és un municipi italià, situat a la regió del Vèneto i a la ciutat metropolitana de Venècia. L'any 2007 tenia 40.014 habitants. Limita amb els municipis de Ceggia, Cessalto (TV), Eraclea, Fossalta di Piave, Jesolo, Musile di Piave, Noventa di Piave, Salgareda (TV) i Torre di Mosto

## Administració
| Període | Identitat             | Partit      |
| ------- | --------------------- | ----------- |
| 2007-   | Francesca Zaccariotto | Centredreta |